# شوت‌واین
شوت‌واین (به آلمانی: Schottwien) یک منطقهٔ مسکونی در اتریش است که در ناحیه نوین‌کیرشن واقع شده‌است. شوت‌واین ۷۱۴ نفر جمعیت دارد.